# Carnavalito

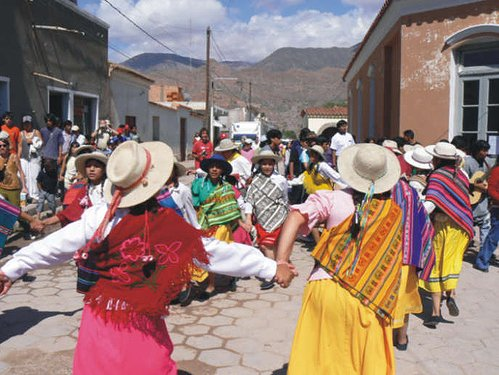
Carnavalito à Humahuaca, dans le nord de l'Argentine.

Le carnavalito est une forme musicale et une danse traditionnelle que l'on rencontre essentiellement dans le nord de l'Argentine, en Bolivie occidentale, Pérou et dans le nord du Chili. Dans sa forme la plus ancienne, il fait appel aux instruments tels que la quena, le siku et les percussions, auxquels ont été progressivement adjoints les instruments importés par les conquérants espagnols et les colonisateurs européens, ou ceux inspirés de leur savoir-faire, comme le charango, petite guitare à 10 cordes dont l'ancêtre serait la vihuela.

## Histoire
Le carnavalito le plus populaire au niveau international est probablement El humahuaqueño, adapté dans de nombreuses langues et chanté en français par Tino Rossi et Sacha Distel Le titre trahit l'origine géographique, Humahuaca, de même que carnavalito quebradeño se rapporte à la Quebrada de Humahuaca. Il existe également un autre carnavalito très connu dans le monde entier : le « Gloria » de la Misa Criolla d'Ariel Ramírez.
Dans les années 2010, le carnavalito est fréquemment interprété par des ensembles musicaux réunissant quena, charango, bombo, guitare, accordéon et guitare basse.

## Caractéristiques
Le rythme rapide le rapproche le carnavalito du san juanito pour le jeu du Charango.